# Michael Walchhofer
Michael Walchhofer (født 28. april 1975 i Radstadt, Østrig) er en østrigsk skiløber, der indenfor de alpine discipliner har vundet adskillige World Cup-titler, et verdensmesterskab, og en OL-sølvmedalje.

## Resultater
Walchhofers største sejr til dato var hans verdensmesterskab i styrtløb, der blev vundet i 2003 i St. Moritz. Ved OL i Torino 2006 vandt han sølv i samme disciplin, mens han står noteret for 13 World-Cup-sejre, hvoraf størstedelen er vundet i styrtløb. 